# Éric Carreel
Éric Carreel, né le 28 juin 1959 à Amiens, est un ingénieur et entrepreneur français. Il est le dirigeant de Withings et Inventel.

## Biographie
Ingénieur de l'ESPCI ParisTech (diplômé en 1984), Éric Carreel a d'abord travaillé dans la recherche institutionnelle comme chercheur dans le domaine radio. En 1990, en collaboration avec Jacques Lewiner, il fonde Inventel, dont il a été président de 2002 à 2005 et est ainsi l'un des architectes majeurs des box internet en Europe. Inventel conçoit notamment la livebox pour France Telecom. Après le rachat d'Inventel par Thomson en 2005, il devient directeur technique de la division produits domestiques de Thomson. 
En juin 2008, il fonde, avec Frédéric Potter et Cédric Hutchings, Withings, fabricant d'objets communicants liés à la santé et au bien-être, dont la balance Wi-Fi lancée à l’été 2009 . Le 26 avril 2016, la société annonce son rachat par le finlandais Nokia. En mai 2018, Eric Carreel rachète Nokia Health à Nokia et relance la marque Withings en septembre 2018.
En juin 2009, il fonde, avec Clément Moreau, Sculpteo la plateforme en ligne d’impression 3D, qui commercialise son service de fabrication d’objets à partir de fichiers 3D et de digital manufacturing pour les professionnels.
Puis en juin 2010, il fonde Invoxia avec Serge Renouard. Invoxia est un spécialiste des objets connectés avec IA embarquée comme des trackers fonctionnant sur les réseaux bas débits tels que Sigfox ou Lora, ainsi que des enceintes connectées. 
En septembre 2017, il fonde, avec Arnaud Le Rodallec et Amira Haberah, Zoov, un service de partage de vélos à assistance électrique.

## Engagements
En septembre 2013 il est nommé responsable du plan Objets Connectés mis en place par le Ministère du Redressement productif,.
En septembre 2014, il est nommé membre du conseil d'administration de l'institut national de la propriété industrielle en qualité de représentant des milieux industriels intéressés par la protection de la propriété industrielle. 
Fin 2017, il rejoint l'Académie des technologies.

## Distinctions
Éric Carreel reçoit, en décembre 2011, le prix de l’Ingénieur de l’année 2011 pour un entrepreneur, décerné par le Conseil national des ingénieurs et scientifiques de France et l’Usine Nouvelle.
En avril 2012 Éric Carreel reçoit le prix le Prix des Technologies Numériques de l'Innovateur 2012 décerné par Telecom ParisTech.
En décembre 2015, Éric Carreel est nommé chevalier de la Légion d'honneur.